# Emanuel Soriano
Emanuel Ricardo Soriano Talaverano (Lima, 11 de enero de 1989) es un actor y comunicador social peruano. Es más conocido por el rol protagónico de Henry Rubio en la miniserie Chapa tu combi, además de participar en otras producciones de su país.

## Trayectoria

### Inicios
Es hermano del también actor Miguel Soriano.[cita requerida] Tras terminar la secundaria, Soriano recibió clases de actuación con los reconocidos actores Bruno Odar y Alberto Ísola, mientras estaba estudiando la carrera de ciencias de la comunicación, egresado tiempo después, con el grado de licenciatura, sin dejar la faceta de actor.

### Carrera actoral
En 2004, debutó en la actuación a la edad de quince  años, participando en la película Domingo Sávio, además de formar parte de diferentes elencos teatrales.
Asume por primera vez el protagónico con la película El premio en 2009, donde encarnó a Álex, la cual fue nominada en el Festival de Cine de Málaga.
El progreso de su carrera actoral se da a partir del año 2010, cuando Soriano comienza su etapa de colaboraciones con la productora Michelle Alexander, participando en la miniserie basado en la historia de la orquesta de cumbia Grupo 5, bajo el nombre de Puro corazón.[cita requerida] Además, fue incluido en el elenco de la serie documental-biográfica Grau, caballero de los mares en 2013, interpretando a uno de los marinos del monitor Huáscar.[cita requerida]
Asumió por primera vez el rol de antagonista principal de la telenovela Madre por siempre, Colorina  y participó en la película de acción Django: Sangre de mi sangre como José Hernández «Montana» en 2018.
Tras participar en diferentes series de la productora Del Barrio como rol principal, Soriano fue protagonista de la miniserie Chapa tu combi en el año 2019, donde interpreta a Henry Rubio y saltó a la fama internacional por su participación en la tercera temporada de la serie mexicana La Reina del Sur como Armando en 2021. Durante la pandemia de COVID-19, protagonizó la obra de teatro virtual El compromiso al lado de Alicia Mercado en 2020.
Volvió a trabajar en el antagónico en la telenovela Maricucha como Julio Acosta y tuvo una participación especial en la serie Junta de vecinos, al interpretar a Luis Gustavo «Gucho», el saliente de Juan José «Jota» (interpretado por el actor juvenil  Fausto Molina) en el año 2022. Junto a Molina fue protagonista de una escena controversial en la producción mencionada.
Tiempo después, asumió el protagónico de la película La pena máxima como Félix Chacaltana, siendo basado en la obra del escritor Santiago Roncagliolo. Además, protagonizó la película biográfica Coquito junto a Patricia Barreto, de la cual tuvo la colaboración por parte del Ministerio de Cultura de su país.
En 2023, Soriano fue protagonista de la obra teatral de misterio El cuerpo de Giulia-no bajo el personaje de Eduardo, un chico que había visitado a su fallecida pareja Giuliana en la morgue y quería saber que es lo que ha pasado con ella.
En 2024 coprotagonizó junto al actor español Álvaro Cervantes el film "Ramón y Ramón". 
Esta película es una coproducción entre Perú-España-Uruguay.
En España se estrenó en 2025.

## Filmografía

### Televisión
| Año       | Título                       | Rol                                    | Notas                    | Emisión               | Ref.             |
| --------- | ---------------------------- | -------------------------------------- | ------------------------ | --------------------- | ---------------- |
| 2010      | Eva                          | Uno de los amigos de Eva Ayllón        | Rol secundario           | Frecuencia Latina     | [ 1 ]            |
| 2010      | Puro corazón                 |                                        | Rol principal            | América Televisión    | [ 1 ]            |
| 2011      | La Perricholi                | Fraile Manuel                          | Rol principal            | América Televisión    | [ 1 ]            |
| 2012      | La reina de las carretillas  | Rommel Fuentes «Churro»                | Rol principal            | América Televisión    | [cita requerida] |
| 2013      | Grau, caballero de los mares | Uno de los marinos del monitor Huáscar | Rol recurrente           | América Televisión    | [cita requerida] |
| 2013-2014 | Mi amor, el wachimán         | Apolinario Guerrero                    | Rol principal            | América Televisión    | [ 16 ]           |
| 2013      | Cholo powers                 | Napoleón                               | Rol coprotagónico        | América Televisión    | [ 17 ]           |
| 2015      | Amor de madre                | Tadeo Suárez                           | Rol principal            | América Televisión    | [ 18 ]           |
| 2016      | Mis tres Marías              | Haley Chávez                           | Rol principal            | América Televisión    | [cita requerida] |
| 2017      | Cumbia pop 2030              |                                        | Piloto                   | América Televisión    | [cita requerida] |
| 2018      | Mi esperanza                 | Pedro García Gero / Pedro Saldaña      | Rol antagónico principal | América Televisión    | [ 19 ]           |
| 2018      | Madre por siempre, Colorina  | José Ignacio Almazán                   | Rol antagónico principal | América Televisión    | [ 20 ]           |
| 2019      | Chapa tu combi               | Henry Rubio                            | Rol protagónico          | América Televisión    | [ 7 ]            |
| 2022      | La Reina del Sur 3           | Armando                                | Rol principal            | Telemundo             | [ 8 ] [ 9 ]      |
| 2022      | Junta de vecinos             | Luis Gustavo «Gucho»                   | Rol principal            | América Televisión    | [ 11 ]           |
| 2022      | Maricucha                    | Julio Acosta Soriano                   | Rol antagónico reformado | América Televisión    | [cita requerida] |
| 2022      | Noche de patas               | Él mismo                               | Invitado especial        | Latina Televisión     | [cita requerida] |
| 2022      | Yaco TV                      | Presentador de noticias                | Rol protagónico          | Streaming por YouTube | [ 21 ]           |

### Cine
| Año  | Título                        | Rol                                      | Notas           | Ref.             |
| ---- | ----------------------------- | ---------------------------------------- | --------------- | ---------------- |
| 2004 | Domingo Sávio                 |                                          |                 | [ 3 ]            |
| 2005 | Un día sin sexo               |                                          | Rol secundario  | [cita requerida] |
| 2009 | El premio                     | Álex                                     | Rol protagónico | [ 4 ]            |
| 2013 | El evangelio de la carne      | «Cocoliche»                              | Rol principal   | [cita requerida] |
| 2014 | Viejos amigos                 | Uno de los hinchas de Sport Boys         | Rol principal   | [cita requerida] |
| 2016 | La peor de mis bodas          | Fernando                                 | Rol principal   |                  |
| 2017 | Av. Larco, la película        | Raúl                                     | Rol principal   | [ 22 ]           |
| 2017 | Múltiple (Cortometraje)       |                                          | Rol protagónico | [cita requerida] |
| 2018 | Django: Sangre de mi sangre   | José Hernández / «Montana» / «El muerto» | Rol principal   | [ 5 ]            |
| 2019 | Django: En el nombre del hijo | José Hernández / «Montana» / «El muerto» | Rol principal   | [ 6 ]            |
| 2021 | Coquito, la película          |                                          | Rol protagónico | [ 13 ]           |
| 2022 | La pena máxima                | Félix Chacaltana                         | Rol protagónico | [ 23 ]           |
| 2023 | Pirú                          | Alí                                      | Rol protagónico | [cita requerida] |

## Teatro
- El cuerpo de Giulia-no (2023)
- El compromiso (2020)[24]
- Pantaleón y las visitadoras (2019)
- Tebas Land (2018)
- Como crecen los árboles (2014)
- El incurioso incidente del perro a la medianoche (2019)
- El plebeyo (2017)
- Av. Larco: el musical (2015)
- El mundo invisible (2014)
- Viaje en una hoja de papel (2015)
- Romeo y Julieta (2015)
- Números reales (2013)
- Pinocho (2015)
- Ricardo III (2013)
- Un fraude epístolar (2013)
- 17 camellos (2010-2011)
- A pies descalzos, vamos (2009)